# Schattenstimmen
Schattenstimmen ist ein Theaterstück von Feridun Zaimoglu und Günter Senkel, das 2008 unter der Regie von Nora Bussenius am Schauspiel Köln uraufgeführt wurde. Bei dem Stück handelte es sich um ein Auftragswerk für das Kölner Theater.

## Inhalt
Wie schon Schwarze Jungfrauen (2006) positioniert sich Schattenstimmen als Dokumentartheaterstück in der bekannten sprachlichen Verdichtungsweise Zaimoglus und Senkels. In diesem Stück wird 9 illegal in Deutschland lebenden Migranten eine Stimme gegeben. Protagonisten des monologisch aufgebauten Werks sind unter anderem ein marokkanischer Tellerwäscher, eine osteuropäische Prostituierte, ein ukrainisches Au-Pair-Mädchen und ein afrikanischer Drogendealer.

## Hintergrund
Über die Zahl illegaler Einwanderer in Deutschland gibt es weder Statistiken noch glaubhafte Schätzungen.

## Wirkung
Ursprünglich war die Regisseurin Jette Steckel für die Inszenierung der Uraufführung von Schattenstimmen vorgesehen. Letztendlich überließ sie das Stück der Regieassistentin Bussenius. Die taz berichtet über die Motive, dass Steckel das Stück für sich als unpassend empfunden habe, und zitiert die Theatermacherin, eine Inszenierung durch sie werde „weder dem Text gerecht noch dem Regisseur noch dem Autor“.
Das Stück wurde in Deutschlands wichtigen Kultursendern besprochen, die Inszenierung durch Bussenius allerdings bisweilen als pathetisch kritisiert: „Bei ihr deklamieren die Schattenstimmen eintönig mit der Empörung der pädagogisch Wertvollen, verschwindet das Dokumentarische hinter einem Anklagetheater, das man in die 70er Jahre verorten möchte“ weiß der Kölner Stadtanzeiger zu berichten. Auch Jenny Schmetz von der Aachener Zeitung sieht das Problem vor allem in der Mutlosigkeit der Regie. In der Textvorlage seien die „Opfer (...) keine Opfer, nicht mitleidheischend, sondern selbstbewusst“, was dem deutschen Rezipienten durchaus missfallen und euphorisch gegen die Illegalen einnehmen könne. Aus diesem Grund vermeide Nora Bussenius in ihrer Inszenierung „Realismus, damit aber auch jegliche politische Brisanz.“ Zaimoglu und Senkel distanzierten sich insofern von der Inszenierung der Uraufführung, als sie zur Premiere nicht erschienen. 
Kurz nach der Uraufführung in Köln nahm auch das Staatstheater Kassel das Stück auf den Spielplan (Premiere 2. Mai 2008). Hier inszenierte Thomas Bischoff. Gegen Ende des Jahres der Uraufführung gab es eine weitere Inszenierung in Berlin (Regie: Nurkan Erpulat).

## Textkritik
- „Zaimoglu und Senkel haben viele harte Geschichten protokolliert, von Demütigungen, Kämpfen, zerstörten Hoffnungen und Lebensentwürfen. Aber mit rotziger Energie und Galgenhumor schaffen sich manche Menschen eine Existenz, für die sie sich nicht schämen müssen“ (Stefan Keim, FR online)
- (...) Stimmen (...), die – selbstbewusst und fernab jeglicher Larmoyanz – von ihrem Leben erzählen. In verschiedenen Monologen zeigen sie Momentaufnahmen aus der unbekannten Welt der Migration, beleuchten Lebenswelten, mit denen die meisten nie in Berührung kommen, und werfen gleichzeitig aus ungewohnter Perspektive einen Blick auf Deutschland und die Deutschen. (hr.online)
- „das Rassistische, Poly-Sexistische, Vulgäre ist so demagogisch raffiniert durchmischt, dass Autoaggression und Selbsthass der Sprechenden, Wille zur Gewalt, Verachtung, pornografisches Vorurteilsdenken und Heiner-Müllersche-Rebellion gegen die Erste Welt, ihre "schweinischen" Repräsentanten (vor allem die Schwulen) und "weißen Mehlwürmer" nicht mehr klar zu trennen sind und klischierte Erwartungen ebenso gefoppt werden sollen wie jede "aufgeklärte" Haltung dazu“ (Andreas Wilink, nachtkritik.de)

## Einzelbelege
1. ↑  http://www.hr-online.de/website/rubriken/kultur/index.jsp?rubrik=5980&key=standard_document_34223228@1@2Vorlage:Toter+Link/www.hr-online.de+(Seite+nicht+mehr+abrufbar,+festgestellt+im+Mai+2019.+Suche+in+Webarchiven) Datei:Pictogram+voting+info.svg Info:+Der+Link+wurde+automatisch+als+defekt+markiert.+Bitte+prüfe+den+Link+gemäß+Anleitung+und+entferne+dann+diesen+Hinweis.
2. ↑  Johanna Schmeller: Theaterregisseurin Jette Steckel: German Ernst. In: taz.de. 30. April 2008, abgerufen am 30. Januar 2024.